# Sergueï Javorski
Sergueï Javorski (né le 9 juin 1902 à Tallinn à l'époque dans l'Empire russe et aujourd'hui en Estonie, et mort le 8 juin 1993 à Pärnu en Estonie) est un joueur de football international estonien, qui évoluait au poste de défenseur.

## Biographie

### Carrière en sélection
Sergueï Javorski joue deux matchs en équipe d'Estonie lors de l'année 1922.
Il joue son premier match en équipe nationale le 11 août 1922, contre la Finlande (défaite 10-2 à  Helsinki). Il joue son second match le 24 septembre 1922, contre le Lettonie (match nul 1-1 à Riga).
Il participe avec l'Estonie aux Jeux olympiques de 1924. Il ne joue toutefois aucun match lors du tournoi olympique.